# Emília Viotti da Costa
Emília Viotti da Costa (São Paulo, 28 de fevereiro de 1928 — 2 de novembro de 2017) foi uma historiadora, pesquisadora e professora universitária brasileira.
Autora de diversos livros relacionados ao sistema colonial brasileiro, entre eles Da Senzala à Colônia, publicado pela Editora UNESP, que aborda a transição do trabalho escravo ao trabalho livre na zona cafeeira paulista e é considerado uma referência obrigatória para estudiosos do período.
A historiografia de Emília Viotti da Costa está enraizada em uma perspectiva marxista, refletida em sua análise da formação do Brasil a partir de uma lente social e econômica. Sua obra Da Monarquia à República, por exemplo, examina a influência das elites agrárias na configuração do território brasileiro, evidenciando como a economia desempenha um papel crucial nesse processo. Viotti da Costa utiliza a perspectiva marxista para investigar como as relações de classe e os interesses econômicos moldam a história, oferecendo uma visão crítica das narrativas tradicionais.
A historiadora abordava de forma significativa no livro Da Senzala à Colônia, em que ela aplica a teoria marxista para explorar a formação e a evolução das instituições sociais e políticas brasileiras, ressaltando a importância das estruturas econômicas e das lutas de classe. Sua análise crítica das elites e das dinâmicas de poder, bem como sua abordagem ao materialismo histórico, reflete um legado expressivo em sua interpretação da história, desafiando interpretações convencionais e oferecendo uma perspectiva mais profunda sobre os processos históricos no Brasil.

## Biografia
Emília Viotti da Costa foi uma historiadora especializada em história social  e econômica. Formada em História pela Universidade de São Paulo (USP). Em 24 de junho de 1999, tornou-se a 26ª professora emérita da universidade em que se formou. Suas pesquisas foram pioneiras nos estudos sobre a escravidão o movimento abolicionista e a transição da Monarquia para a República no Brasil. Além de sua contribuição acadêmica, Viotti foi uma pessoa que viveu em defesa dos direitos humanos e das liberdades democráticas.
Iniciou sua trajetória acadêmica na Universidade de São Paulo, onde se formou em História em 1954. Após sua graduação, dedicou-se à docência e à pesquisa na mesma universidade, onde desenvolveu grande parte de sua carreira. Em 1964, concluiu seu doutorado com uma tese sobre a Abolição da Escravatura no Brasil, uma obra de notoriedade dentro do tema.
Sua carreira foi marcada pelo engajamento com a história social e pela análise crítica dos processos históricos brasileiros, especialmente no que diz respeito à escravidão, abolição e às estruturas de poder. Em 1969, após o endurecimento do regime militar no Brasil, ela foi forçada a se exilar nos Estados Unidos, onde continuou sua carreira acadêmica. Nos Estados Unidos, lecionou em várias universidades, incluindo a Universidade Yale, Stanford e Illinois, onde se estabeleceu e tornou-se professora titular. Como professora, Viotti influenciou a historiografia brasileira, promovendo uma abordagem crítica e interdisciplinar. Ela é conhecida por ter se tornado referência nos estudos de história da escravidão e da abolição.

### Morte
Emília morreu em 2 de novembro de 2017, em São Paulo, aos 89 anos, em decorrência da falência múltipla dos órgãos.

## Criticas Historiográficas
Nessa seção estão reunidos alguns resumos das obras de destaque de Emília Viotti da Costa e nelas contém a crítica historiográfica de cada uma dessas obras.

### A dialética invertida e outros ensaios
Em sua obra “A dialética invertida e outros ensaios”, escrito em 2014, Emília Viotti reúne seus ensaios produzidos em um intervalo de 40 anos, contendo tópicos como o problema dos degredados no povoamento do Brasil colonial, o movimento operário na América Latina, o tráfico de escravos na modernidade e a influência dos franceses em São Paulo. A autora apresenta na obra que sua preocupação é reconstruir o processo histórico pelo qual “homens e mulheres fazem a história, embora não a façam em condições por eles escolhidas, pois atuam sobre uma realidade que já encontram definida pelos antepassados”.
Na obra, a autora tece a respeito do embate entre estruturalismo e anti-estruturalismo, buscando as raízes históricas da divisão historiográfica entre as duas ideias e grupos. Ao longo de sua defesa, Viotti aborda a importância da Nova História, especialmente para a história da classe operária na América Latina.

### Da Senzala à Colônia
A obra Da Senzala à Colônia, trata da transição do trabalho escravo para o trabalho livre. Viotti analisa o impacto da abolição da escravatura na estrutura agrária e econômica do país, destacando como a abolição não significou uma mudança radical nas relações de trabalho, mas sim uma reconfiguração dos mecanismos de exploração da mão de obra. Ela também fala sobre as tensões e os desafios enfrentados por ex-escravizados e trabalhadores imigrantes no contexto de um sistema agrícola em transição.
Ela trata da continuidade das práticas de exploração, ela descreve que a transição para o trabalho assalariado foi marcada por condições de trabalho desumanas e pela forte concentração de terras nas mãos da elite. Ela mostra que há limitações na abolição formal da escravatura, apontando que embora a escravidão tenha sido legalmente extinta, as estruturas da sociedade permaneciam desiguais. Para Viotti, a chegada de imigrantes europeus incentivada pelo governo e sua inserção em fazendas de café não significaram um avanço civilizatório, mas uma nova forma de controle e exploração, mas com a proximidade com a modernidade.
Viotti faz uma importante contribuição à historiografia brasileira, demonstrando como a transição do Brasil Imperial para a República não representou a ruptura esperada. Este livro demonstra as continuidades nas formas de dominação e exclusão social, mostrando que a libertação dos escravizados foi apenas uma pedaço de um processo mais longo e complexo de luta por direitos e dignidade.

### A Abolição
Em seu livro A Abolição, Emília Viotti, procura fazer uma síntese sobre o processo da abolição da escravidão no Brasil. A obra abarca desde as primeiras ideias acerca da libertação dos escravos e como esse processo foi gradual no século XIX com a criação da lei Eusébio de Queirós, Lei dos Ventre Livre, Lei dos Sexagenários e Lei Áurea. Além disso, Emília também discorre em seu livro sobre o que aconteceu com os ex-escravizados após o processo de abolição. No primeiro capítulo do livro, intitulado de Da Defesa da Escravidão à sua Crítica, a pesquisadora traz uma reflexão histórica sobre a escravidão no período colonial e como ela era vista na época, trazendo também ideias e filosofias presentes no século XIX, como Iluminismo e Renascimento. Entretanto, o principal objetivo da autora nesse capítulo é trazer a luz sobre a possível libertação dos escravizados. A historiadora também escreve sobre as ideias abolicionistas no contexto da vinda da família real para o Brasil e o período de Regência. 
Em seu trabalho, Emília Viotti divide o abolicionismo em algumas fases: Na primeira fase, que vai de 1850 até 1871, ela fala sobre a intensificação do processo abolicionista, causada por diversos fatores. Alguns deles são a pressão externa de alguns países com relação ao Brasil, a Guerra Civil americana e a Guerra do Paraguai. A autora discorre sobre o processo da evolução do abolicionismo na metade do século XIX. 
Na segunda e terceira fases, Emília trata especificamente da lei do Ventre Livre, lei dos Sexagenários e de como a criação dessas lei foram uma tentativa de silenciar o movimento abolicionista. Nos próximos capítulos, a professora continua tratando das mudanças ocorridas até desembocar na abolição, além de chamar atenção para algumas figuras importantes nesse processo e o que ocorreu com os antigos escravizados. A obra é importante para conhecer de forma profunda e detalhada como ocorreu o processo de abolição, evento que, assim como a Escravidão, reverbera suas consequências até a contemporaneidade.

### Coroa de glória, lágrimas de sangue: a rebelião dos escravos de Demerara em 1823
Em "Coroa de glória, lágrimas de sangue: a rebelião dos escravos de Demerara em 1823", Emilia Viotti da Costa apresenta um estudo detalhado sobre a Revolta de Demerara, ocorrida em 1823 na ex-Guiana inglesa. A autora utiliza diversas fontes históricas, como cartas, diários, jornais da época e processos judiciais, para reconstituir a história de uma das maiores revoltas de escravos nas Américas. Sua abordagem é dona de um estudo aprofundado sobre o tema, unindo conceitos de micro e macro história para fornecer um contexto mais amplo individual e coletivamente.
A obra destaca a participação de um número que vai de 10 a 13 mil escravos no levante, assim como o papel dos missionários protestantes da London Missionary Society, com destaque para o missionário branco John Smith. Considerado pelos colonos como conivente ao movimento, Smith foi perseguido e condenado à morte. A sua capela de Bethel é frequentemente retratada pela autora como um espaço de solidariedade e resistência entre cativos.
Viotti explora em seu livro tanto a dimensão religiosa quanto a escravocrata, revelando as tensões encontradas pelo caminho missionário nas terras da colônia e o modo de vida dos próprios escravos, indo além da clássica historiografia das práticas opressoras e resgatando também personagens, fé e modos de viver. A autora enfatiza a capacidade dos escravizados de agir como protagonistas de sua própria história, aprendendo a ler para interceptar cartas de seus senhores, e também se informando sobre os debates abolicionistas que chegavam da Inglaterra.
A narrativa se passa no contexto histórico de grandes revoluções, como a recente Revolução Francesa, a Revolução Haitiana, e a própria Revolução industrial, destacando o impacto das novas ideias e debates da metrópole inglesa quanto à escravatura entre os próprios escravos. A retificação da proibição de frequentar a capela sem permissão é apontada como um estopim para o levante, uma vez que esta é entendida como uma afronta às iniciativas modernas advindas da metrópole. Apenas quatro ou cinco brancos foram mortos na revolta, porém o revide foi um verdadeiro massacre aos negros participantes, com centenas de mortos.
Por fim, o livro examina a trajetória de John Smith e sua condenação, usada como símbolo tanto pelos colonos quanto pelos abolicionistas para dar forma aos seus próprios debates e argumentos. Para isto, eles desconsideram a motivação dos próprios escravos, os considerando sempre como agentes da intenção de outros. Viotti se destaca em sua historiografia por fazer o contrário, trazendo a voz dos negros envolvidos para o centro de seu próprio debate.

## Obras
Aqui estão reunidas todas as obras que Emília Viotti da Costa produziu e participou durante sua trajetória.
- Da Senzala à Colônia (1966)
- A Abolição (1982)
- A Monarquia e a República no Brasil (1989)
- O Supremo Tribunal Federal e a Construção da Cidadania (2001)
- A Escravidão em São Paulo: A Negociação da Liberdade (2004)
- Coroas de Glória, Lágrimas de Sangue: A Rebelião dos Escravos de Demerara, 1823"(1998)
- O Sincretismo Religioso no Brasil (1980)
- Dialética Invertida e a Reorganização do Projeto Colonial: Análise do Caso Português (1988)
- História do Trabalho no Brasil (2006)
- Imagens e Fantasias na Criação do Brasil (1994)
- Ideologia Burguesa e Disciplina Operária (1977)
- A Dialética Invertida: As Origens do Colapso da Economia Açucareira Colonial, 1750-1800 (1969)
- Estudos de História (1984)
- Introdução ao Estudo da Emancipação Política do Brasil (1964)